# Спогади людини-невидимки
«Спогади людини-невидимки» (англ. Memoirs of an Invisible Man) — фантастичний фільм режисера Джона Карпентера 1992 року, за мотивами однойменного роману Г. Ф. Сайнта.
У результаті вибуху в науковій лабораторії головний герой фільму Нік Голловей стає невидимим. Це перевертає все його життя, бо невидимість не лише спричиняє побутові проблеми й лякає навколишніх, а й привертає увагу ЦРУ. Невидимий, він опиняється під більшою увагою, ніж будь-коли досі.

## Сюжет
Нік Голловей — відлюдькуватий біржовий аналітик, який намагається не брати на себе жодної відповідальності. Одного разу його друг Джордж Телбот знайомить Ніка з Еліс Монро, що продюсує документальні телефільми. Нік і Еліс домовляються зустрітися в п'ятницю.
Наступного ранку Нік, страждаючи від похмілля, відвідує збори акціонерів у Magnascopic Laboratories. Не в змозі витримати голослівну презентацію доктора Бернарда Вакса, Нік виходить із кімнати, щоб подрімати. В цей час у тій же будівлі лаборант випадково виливає каву на комп'ютерну консоль. Це спричиняє аварію, людей евакуюють, за винятком Ніка, який усе проспав. Будівля стає невидимою і Нік підпадає під цей ефект.
На місце події прибуває співробітник ЦРУ Девід Дженкінс, який дізнається, що в будівлі була одна людина. Поки Ніка везуть до машини швидкої допомоги, агенти жартують про те, що Нік все своє життя проведе як піддослідний. Наляканий Нік тікає і Дженкінс переконує свого начальника Воррена Синглтона не повідомляти про це в штаб-квартиру ЦРУ. Адже якби схилити Ніка на бік ЦРУ, він став би ідеальним спецагентом.
Нік знаходить доктора Воша і просить його допомогти знову стати видимим. Вош погоджується допомогти, але Дженкінс вбиває доктора, щоб зберегти невидимість Ніка в секреті. Команда Дженкінса отримує довідкову інформацію про Ніка, але вона не дуже корисна для його пошуку. Там сказано, що Нік ніколи не був одружений, його батьки померли, у нього немає родичів, є кілька друзів, але немає жодного, з ким би він був дуже близький, і він не дуже відданий своїй роботі. Переглянувши профіль Ніка, Дженкінс каже, що Нік був «невидимкою» ще до аварії. Нік проникає в штаб-квартиру ЦРУ, щоб знайти будь-яку інформацію, яка може йому допомогти. Дженкінс виявляє Ніка та намагається його завербувати, але Ніку огидна думка про те, що він миситиме вбивати людей на службі в ЦРУ. Вони сваряться і Нік тікає.
Нік їде до Сан-Франциско та живе у віддаленому пляжному будинку Джорджа. Туди ж приїжджає Джордж зі своєю дружиною Еллен, а також Еліс та ще одним другом, щоб провести вихідні. Нік телефонує Еліс і каже їй зустрітися з ним неподалік. Коли вони зустрічаються, Еліс спершу непритомніє, а потім вирішує допомогти йому.
Вони їдуть до Мексики, де Нік може почати нове життя. Щоб користується своїми навичками, щоб визначити якими акціями Еліс вигідно торгувати. Дженкінс вистежує їх і стріляє в Ніка дротиком із транквілізатором. Нік падає в річку, але його не знаходять. Він пробирається до відеомагазину, де записує свої мемуари на відеоплівку, включаючи ультиматум для Дженкінса: той повинен гарантувати безпеку Еліс в обмін на касету. Дженкінс погоджується на обмін.
У домовлений час для обміну Дженкінс саджає Еліс у таксі і наказує своїм людям оточити телефонну будку, де, на його думку, перебуває Нік. Чоловік у телефонній будці виявляється Джорджем, тоді як Нік переодягнувся водієм таксі; він забирає Еліс і Дженкінс женеться за ними. Тікаючи, обоє потрапляють на будівництво, де Нік покривається бетонним пилом, стаючи видимим. Коли Дженкінс заганяє його нагору, Нік кидає свій одяг донизу, змусивши агента думати, що стрибнув. Дженкінс кидається слідом аби схопити Ніка й розбивається на смерть.
Синглтон відпускає Еліс і вона з Ніком їдуть до Швейцарії. Вони живуть щасливо, а Нік маскує свою невидимість під одягом і тональним кремом.

## У ролях
| Актор                | Роль                                 |
| -------------------- | ------------------------------------ |
| Чеві Чейз            | Нік Голловей                         |
| Деріл Ганна          | Еліс Монро                           |
| Сем Нілл             | Девід Дженкінс                       |
| Майкл МакКін         | Джордж Талбот                        |
| Стівен Тоболовскі    | Воррен Сінглтон                      |
| Джим Нортон          | доктор Бернард Вош                   |
| Пет Скіппер          | Морріссі                             |
| Пол Перрі            | Гомес                                |
| Річард Епкар         | Тайлер                               |
| Стів Барр            | Кліллен                              |
| Грегорі Пол Мартін   | Річард                               |
| Патрісія Гітон       | Еллен                                |
| Беррі Ківел          | п'яний бізнесмен                     |
| Дональд Лі           | водій таксі                          |
| Розалінд Чао         | Кеті ДіТолла                         |
| Джей Гербер          | Роджер Вітмен                        |
| Шей Даффін           | Патрік                               |
| Едмунд Л. Шифф       | Едвард Шнайдерман                    |
| Сем Андерсон         | голова комітету палати представників |
| Ілейн Коррал Кендалл | ведучий новин                        |
| Еллен Альбертіні Дау | місіс Коулсон                        |
| Джонатан Віган       | хлопчик на побігеньках               |
| І.М. Гобсон          | метрдотель                           |
| Джон Карпентер       | пілот вертольота                     |
| Чіп Геллер           | чоловік, який з'явився в таксі       |
| Аарон Лустіґ         | технік                               |
| Брайан Данкер        | офіцер поліції                       |
| Стів С. Портер       | водій                                |
| Тайрралан Ваткінс    | студент                              |